# IPad (5. Generation)
Das iPad der 5. Generation ist Teil der iPad-Tabletcomputerreihe des US-amerikanischen Konzerns Apple. Es wurde am 21. März 2017 von Tim Cook der Öffentlichkeit vorgestellt, ab 24. März 2017 konnte es vorbestellt werden. Mit der Vorstellung der sechsten Generation wurde der Verkauf der fünften Generation eingestellt.

## Neuerungen
Das iPad 5 ersetzt das iPad Air 2 als günstigstes iPad. Gehäuse und Bildschirm sind ähnlich dem iPad Air 1. Das Design ist in Details aktualisiert. Die abgeschrägte Kante um die Vorderseite ist nicht poliert, sondern matt wie beim iPhone SE der ersten Generation, welches ebenfalls das günstigste Modell seiner Produktkategorie ist. Um die Rückkamera ist kein zusätzlicher Ring. Der Stummschalten an der Seite entfällt. Die letzten beiden Änderungen entsprechen dem iPad Air 2 und nachfolgenden iPads. Das Space Grau ist etwas heller und neu hinzu kommt Gold als Gehäusefarbe.
Technisch ist das SoC durch einen Apple A9 ersetzt. Das iPad Air 1 hatte einen Apple A7 und das iPad Air 2 einen Apple A8X. Rückkamera, Touch ID Fingerabdrucksensor im Home Button und Wi-Fi 5 sind vom iPad Air 2 übernommen. Das iPad 5 hat Bluetooth 4.2, während iPad Air 1 und iPad Air 2 Bluetooth 4.0 haben. Da der Bildschirm dem des iPad Air 1 entspricht, hat er im Gegensatz zum iPad Air 2 keine Antireflex-Beschichtung und ist nicht laminiert. Letzteres führt zu Einbüßen bei der Bildqualität, führt aber zu günstigeren Reparaturen, da es bei einem Glasbruch einfacher ist, nur das Glas und nicht den gesamten Bildschirm auszutauschen. Die Frontkamera entspricht der des iPad Air 1.

## Design
Das iPad der 5. Generation hat eine Rückseite aus Aluminium und existiert in den Farben Silber, Spacegrau und Gold. Am mittigen unteren Rand ist eine Home-Taste mit Touch ID angebracht, an der rechten Gehäuseseite befinden sich die Lautstärkewippen. Auf der Rückseite ist eine Kamera mit 8, auf der Frontseite mittig am oberen Bildschirmrand eine weitere Kamera mit 1,2 Megapixeln eingebaut. Die Rückseite besitzt oben in der Mitte ein Mikrofon. Außerdem gibt es auf der Oberseite ein Mikrofon und einen 3,5-mm-Klinkenanschluss. Auf der Unterseite sind Stereolautsprecher neben dem Lightning-Dockanschluss verbaut. Bedient wird das Gerät hauptsächlich über Bildschirm-Berührungen.

## Technik
Apple bot das iPad der 5. Generation als 32- oder 128-GB-Variante ohne Modem an. Zusätzlich gibt es ein iPad mit LTE- und UMTS-Modem. Dieses verwendet Nano-SIM-Karten. Apple gibt bis zu 10 Stunden Akkulaufzeit beim Surfen im Internet über WLAN und bis zu 9 Stunden bei der Nutzung eines mobilen Datennetzes an. Der Lithiumpolymerakkumulator hat eine Kapazität von 32,9 Wh. Zusätzlich zum Mobilfunkmodem verbaute Apple ein A-GPS-Modul. Den digitalen Kompass besitzen auch die Geräte ohne Modem.
System-on-a-Chip ist der Apple A9 mit Zweikernprozessor „Apple Twister“. Dazu kommt ein PowerVR GT7600 Grafikprozessor.

## Preise
Die unverbindliche Preisempfehlung betrug 399 € / 387.95 CHF bzw. 499 € / 497.60 CHF je nach Größe des Speichers. Einen SIM-Kartenschacht, der 4G-Mobilfunkkonnektivität ermöglicht, kostete zusätzlich je 160 € / 149.55 CHF. Damit war die kleine Speichervariante 30 € günstiger als das iPad Air 2, die große war 40 € günstiger.